# Suså
Die Suså ist für die geographischen Verhältnisse in Dänemark ein großer Fluss auf der Insel Seeland, der im Südwesten bei Næstved in den Karrebæk Fjord der Ostsee mündet.
Sie hat eine Länge von 83 km und ein Einzugsgebiet von 1170 km². Von der Quelle fließt die Suså an Haslev, Ringsted und Sorø vorbei und hatte deshalb im Mittelalter eine erhebliche Bedeutung als Transportweg für Handelswaren, die mit Schiffen transportiert wurden. Dies nicht nur regional innerhalb Dänemarks, sondern auch im Handel mit den Städten der Hanse an der südlichen Ostseeküste, wovon das Hanseatische Kompagniehaus in Næstved heute noch Zeugnis gibt.